# Arboretum John J. Tyler

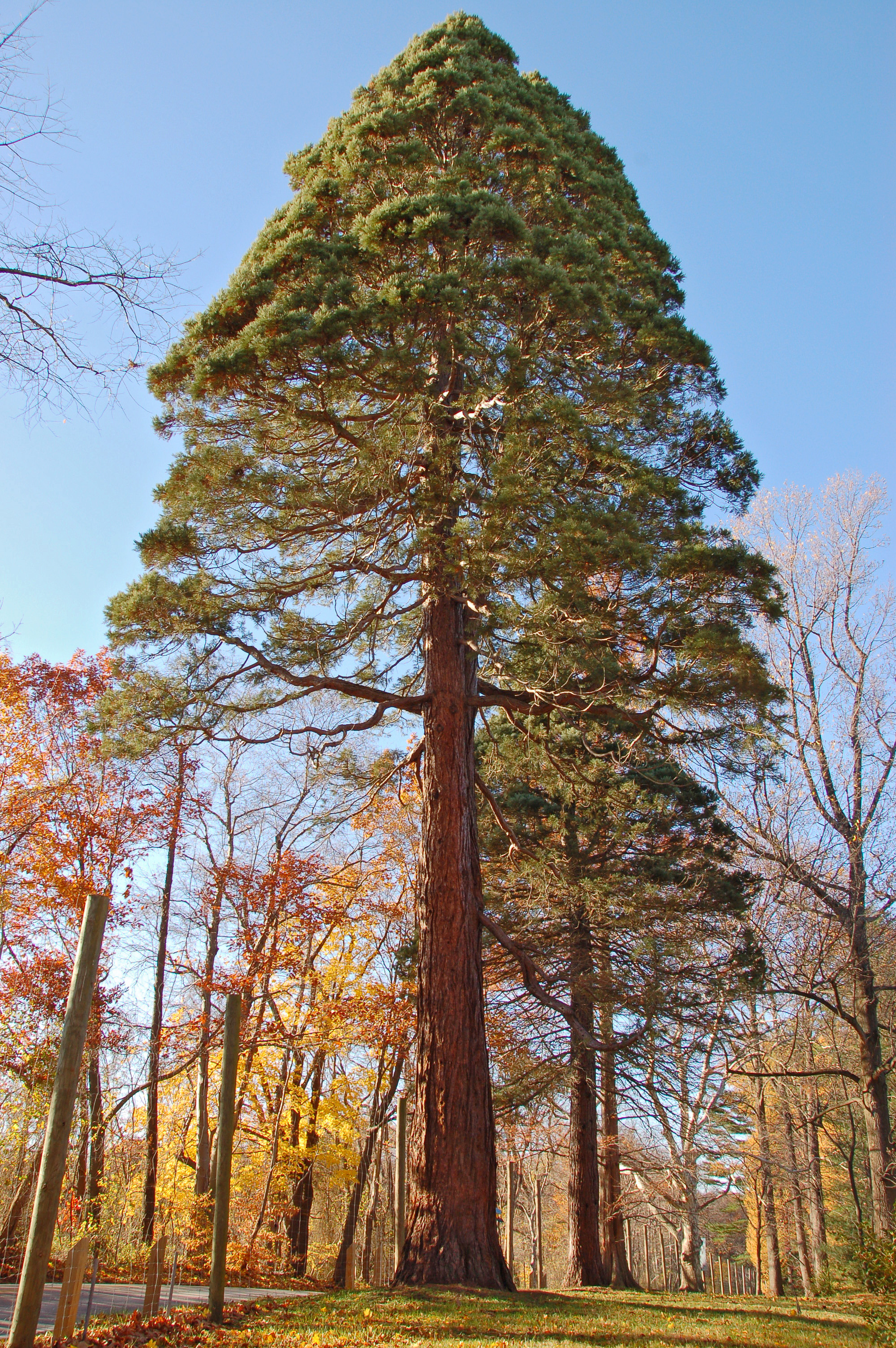
Un séquoia géant dans l'arboretum en 2007.

L'arboretum John J. Tyler est un arboretum à but non lucratif situé en Pennsylvanie, au 515 Painter Road à Media, dans le Comté de Delaware.